# Jechezkel Hen
Jechezkel Hen (hebr.: יחזקאל הן, ang.: Yechezkel Hen, Yehezkel Hen ur. 1882 w Borysławiu, zm. 4 kwietnia 1952) – izraelski polityk, w latach 1951–1952 poseł do Knesetu z listy Mapai.
W wyborach parlamentarnych w 1951 po raz pierwszy i jedyny dostał się do izraelskiego parlamentu. Zmarł 4 kwietnia 1952, a mandat objęła po nim Rachel Cabari.